# Dalal Mughrabi
Dalal Mughrabi (k. 1959 – 11 tháng 1978) là một nữ chiến sĩ người Palestine. Cô là một thành viên của phe Fatah thuộc Tổ chức Giải phóng Palestine (PLO) và tham gia vào Vụ thảm sát Coastal Road ở Israel diễn ra vào năm 1978. Vụ tấn công đã khiến 38 dân thường Israel thiệt mạng, trong đó có 13 trẻ em. Mughrabi và 8 chiến sĩ khác cũng đã chết trong quá trình hoạt động. Cô được vinh danh là một liệt sĩ và là anh hùng dân tộc đối với nhiều người dân Palestine, trong khi ở Israel và một số quốc gia khác, cô bị coi là một kẻ khủng bố.

## Thiếu thời
Mughrabi sinh ra và lớn lên tại trại tị nạn của người Sabra ở Beirut, Liban. Cha cô là một người tị nạn Palestine sau cuộc chiến tranh Palestine năm 1947, vốn trước đây có nhà ở tại Jaffa, Lãnh thổ Ủy trị Palestine. Mẹ cô là người Liban.
Ban đầu theo học ngành y tá, nhưng sau đó Dalal Mughrabi đã quyết định cống hiến cả cuộc đời mình cho chính trị khi Nội chiến Liban nổ ra vào năm 1975. Cô gia nhập Fatah và bắt đầu làm việc trong giới truyền thông của tổ chức. Cô tham gia chiến đấu chống lại Syria ở vùng núi phía đông nam Beirut khi quân đội Syria tiến vào Liban năm 1976 để hỗ trợ người Phalang và đồng minh của họ. Năm 1977, cô hoàn thành khóa huấn luyện 3 tháng, được phong cấp bậc trung úy.

## Hoạt động năm 1978
Mughrabi và 10 chiến binh Palestine và Liban khác đã đổ bộ vào đồng bằng ven biển gần Tel Aviv (11 tháng 3 năm 1978). Nhóm này nhằm mục đích phá vỡ các cuộc đàm phán hòa bình giữa Menachem Begin và Anwar Sadat, và tấn công Bộ quốc phòng ở Tel Aviv.
Trong vụ xả súng đối đầu với lực lượng Israel, Mughrabi đã giương cờ Palestine và tuyên bố thành lập một nhà nước Palestine. Israel cáo buộc rằng, chiếc xe buýt chở Mughrabi và các chiến binh đã phát nổ sau khi Mughrabi ném một quả lựu đạn, còn Palestine cho rằng, chiếc xe buýt đã bị hỏa lực bắn từ một máy bay trực thăng của Israel. Tổng cộng có 38 người Israel, trong đó có 13 trẻ em đã thiệt mạng và 72 người bị thương; Mughrabi và 8 chiến binh khác cũng đã chết, chỉ có hai người còn sống sót.